# Американско-австрийски мирен договор (1921)
Американско-австрийският мирен договор е мирен договор между САЩ и Австрия, подписан във Виена на 24 август 1921 г. след края на Първата световна война. Отделният мирен договор е необходим, тъй като Сенатът на Съединените щати отказва да даде съгласие за ратифицирането на Сенжерменския мирен договор от 1919 г.
Договорът влиза в сила на 8 ноември 1921 г., когато биват разменени ратификациите във Виена. Договорът е регистриран в Обществото на народите на 22 ноември 1921 г. 

## Предпоставки
Австрия, която е основна част от Австро-Унгарската империя, е победена в Първата световна война от Централните сили, една от които е Съединените американски щати. Правителството на САЩ обявява война на Австро-Унгария на 7 декември 1917 г. В края на войната през 1918 г. Австро-Унгария се разпада и Австрия е обособена като независима република.
През 1919 г. представителите на страните победителки във войната участват в Парижка мирна конференция, за да формулират мирните договори с победените държави от Антантата. Като резултат в предградието Сен-Жермен е сключен мирен договор с правителството на новосъздадената държава Австрия. Въпреки че президентът на САЩ Удро Уилсън е сред подписалите договора, Сенатът отказва да ратифицира договора, заради противопоставянето за присъединяване към международната организация Общество на народите.
Затова двете правителства започват преговори за двустранен мирен договор, който не е обвързан договорите на Парижката мирна конференция и Обществото на народите.

## Условия на договора
Член първи задължава австрийското правителство да предостави на правителството на САЩ всички права и привилегии, с които се ползват другите страни победителки, ратифицирали Сенжерменския мирен договор.
Член втори уточнява кои условия от Сенжерменския мирен договор се прилагат за САЩ.
Член 3 предвижда размяна на ратификации във Виена.

## Последици
Договорът поставя основите на американско-австрийски отношения, които не са под строгия наздор на Общестовото на народите. В резултат на това правителството на САЩ поема по пътя на частичното подпомагане на австрийското правителство за облекчаване на тежестта на военните репарации, наложени от Сенжерменския мирен договор.
Договорът от 1921 г. е допълнен от друг договор, подписан във Вашингтон на 26 ноември 1924 г. Той предвижда създаването на смесена американско-австрийско-унгарска комисия, която трябва да решава размера на репарациите, които да бъдат изплатени от австрийското и унгарското правителство на САЩ. 